# Bibliothèque diocésaine de Nancy
Pour les articles homonymes, voir BDN.
La bibliothèque diocésaine de Nancy (BDN) est une bibliothèque dépendant du diocèse de Nancy, elle est située au domaine de l'Asnée, à Villers-lès-Nancy.
La bibliothèque diocésaine de Nancy conserve plus de 150 000 volumes traitant de la culture, des sciences humaines et des sciences religieuses.

## Historique de la bibliothèque du séminaire de Nancy (1780-1906)

### La création de la bibliothèque (1780-1849)
C'est en 1780 que sont établis le Grand Séminaire et sa bibliothèque. À l'époque, les locaux se situent dans la maison des Missions royales en face de l'église Saint-Pierre de Nancy. Les lazaristes qui dirigeaient la bibliothèque avaient reçu les biens de la communauté des jésuites missionnaires, qui s'étaient eux-mêmes établis dans la maison des Missions royales. 
Sous la Révolution, le Séminaire se voit obligé de fermer et, le 24 janvier 1794, 1 823 volumes sont confisqués en vertu de la Constitution civile du Clergé (novembre 1789) et placés à la Bibliothèque municipale de Nancy.
Le Grand Séminaire ne rouvrira ses portes qu'en 1804. Quelques jours avant la réouverture on rendit au nouveau Séminaire une partie des livres qui lui avaient été enlevés en 1794. À ce moment-là, la bibliothèque est tenue par M. l'abbé Michel, professeur puis supérieur du Séminaire. Zélé et avisé, il obtient d'aller visiter les combles du lycée de la ville (qui servirent de dépôt pendant la Révolution) afin d'y choisir des ouvrages pour la bibliothèque. L'abbé eut le droit d'emporter tout ce qu'il voulait, à condition de fournir au lycée autant de voitures de denrées alimentaires qu'il prendrait de voitures de livres !

Le fonds de la bibliothèque du Grand Séminaire se constitue alors de 15 000 à 20 000 volumes.
Quand M. Michel quitte le Séminaire en 1825, c'est M. Ferry qui lui succède. C'est d'ailleurs durant son supériorat que la Révolution de 1830 éclata. Elle eut lieu les 27, 28 et 29 juillet 1830. Alors que le Séminaire fut envahi et pillé, la bibliothèque du séminaire, par chance, échappa aux pillages.
La bibliothèque ne rouvrit qu'en 1832 et fut confiée à M. Berman. C'était un professeur savant et expérimenté, mais il était trop absorbé par le ministère extérieur. Il céda donc volontiers sa place à M. Rohbacher en 1836. Celui-ci travailla beaucoup pour la bibliothèque et il acquit pour elle des ouvrages historiques ainsi que des livres écrits en allemand.
La bibliothèque continuera de s'enrichir grâce aux dons des abbés, comme l'abbé Marchal qui, lorsqu'il reçoit des ouvrages intéressants, les confie ensuite à la bibliothèque. Ses héritiers donneront d'ailleurs par la suite quelques-uns de ses manuscrits.

### Une bibliothèque qui s'enrichit (1849-1903)
En 1849, une seconde bibliothèque destinée aux séminaristes est créée par M. Barnage, successeur de M. Rohrbacher. M. Barnage songe alors à rendre l'accès aux livres de la bibliothèque du Séminaire plus facile. Aidé des séminaristes eux-mêmes pour la gestion de la bibliothèque, ils commencent la rédaction d'un catalogue par auteurs puis d'un catalogue par matières. 
La bibliothèque commence alors l'acquisition de la collection de patrologie «Migne»1, fait relier des revues et réparer les ouvrages abîmés.
En 1877 la bibliothèque est sous la responsabilité de M. Dalbin. Celui-ci terminera en 1877 la rédaction du catalogue par matières commencé en 1849.
Pendant cette période, la bibliothèque a pu compter sur de nombreux legs, comme le legs de M.Charlot qui, en 1874, enrichira la bibliothèque de manuscrits de l'abbé Guilbert, de mandements, de livres liturgiques et d'ouvrages lorrains.
De 1877 à 1890, M. Thirier réalise un nouveau catalogue par ordre alphabétique en tenant compte cette fois des formats et crée une section spéciale pour les ouvrages sur la Lorraine. Des réserves sont aménagées en salle de travail. 
La bibliothèque se trouve alors un nouveau bienfaiteur en la personne de M. l'abbé Le Bègue de Girmont qui légua, entre autres, des manuscrits de Chatrian1. 
Le 11 février 1890, M. Thirier décède et est remplacé par M. Vacant. L'espace manquait à la bibliothèque et M. Vacant aménage des greniers pour y ranger 11 000 volumes. Un «Enfer» est créé pour y stocker les livres jugés dangereux.
Un fichier papier est constitué. Les collections s'agrandissent grâce à l'achat de la suite des patrologies de Migne et d'un livre d'heures manuscrit.
En 1897, la bibliothèque compte alors environ 48 000 volumes. La place manque encore et M.Vacant explique lui-même qu'il était alors obligé de placer deux rangs de livres sur un même rayon2.
Le no 10 du bâtiment Saint Jean, qui servait à stocker les doubles, est alors utilisé pour y ranger les livres dangereux pour la doctrine ou les mœurs. Il accueillit, en outre, la section musique et la section littérature et M. Vacant projette d'y placer aussi la section sciences naturelles et physiologiques.
Les catalogues sous forme de registres sont eux aussi bien remplis et il ne reste pas assez de place pour l'inscription des nouvelles acquisitions. Un catalogue général sur fiche est alors entrepris. En 1890, l'Écriture Sainte, la théologie, l'histoire, la Lorraine, la liturgie, la littérature et la musique y sont répertoriés. Mais cela ne représente alors que les deux tiers du fonds de la bibliothèque.
La bibliothèque ne cesse de s'enrichir, que ce soit par dons, par échanges ou par achats. Les principales acquisitions faites sont les 103 volumes du dictionnaire italien de l'érudition de Moroni, les œuvres complètes d'Albert le Grand et de Jean de Saint Thomas, un livre d'heures manuscrit à miniature.
À ce moment-là, la bibliothèque possède déjà de très belles pièces. En outre plus d'une vingtaine d'incunables antérieurs à 1500 parmi lesquels l'ouvrage Pauli Orosii Historiae, imprimé à Venise en 1483.
La bibliothèque possède également des manuscrits de six sortes: des manuscrits liturgiques, des manuscrits d'ordre didactique, des manuscrits d'ordre historique hors Lorraine, des manuscrits sur l'histoire générale ou civile de la Lorraine, des manuscrits relatifs à l'histoire de l'instruction religieuse en Lorraine, des manuscrits qui traitent de la vie privée de personnages lorrains. Parmi les plus belles pièces se trouve un Breviarium Tullense qui daterait du XIIIe siècle, des Lettres à Dom Calmet du XVIIIe siècle.

### La crise de 1903
L'année 1903 marque la première crise du XXe siècle pour la bibliothèque. D'une part, c'est cette année que décède le Père Vacant. Il sera alors remplacé par l'abbé Jérôme. D'autre part, 1903 marque le début de l'expulsion des religieux. Les séminaristes sont expulsés des Missions Royales. 
Alors que la collection personnelle de l'abbé Michel avait été conservée par les Dominicains, l'expulsion de ceux-ci en 1903 c'était accompagnée de la confiscation de leurs biens. L'évêché entame alors un procès en vue de récupérer les livres et le gagne. En effet, les livres avaient seulement été confiés aux dominicains, et non donnés. Ce n'est donc pas leur propriété, l'État n'est alors pas en droit de les saisir. On reconnaît l'évêché comme véritable propriétaire et la collection de l'abbé Michel est alors rattachée à la Bibliothèque du Grand Séminaire.
La Bibliothèque fait également l'acquisition d'archives franc-maçonnes. L'origine de cette acquisition est inconnue. On raconte qu'un prêtre accompagné de fidèles aurait pénétré dans les locaux des francs-maçons pour les saccager et saisir les archives. 
Le 9 décembre 1905, la loi de séparation de l'Église et de l'État est adoptée et de nouvelles confiscations ont lieu. La séparation se passe plutôt mal. Le Pape, Pie X, n'a pas accepté la création d'associations qui auraient alors permis de sauver certains biens. Au lieu de cela, tous les biens, meubles comme immeubles, sont confisqués. Un inventaire de 1897, rédigé par l'abbé Vacant, dressait une liste de 238 titres particulièrement précieux. La Bibliothèque Municipale choisira d'en confisquer 101 (soit environ 300 volumes). 33 titres disparaîtront mystérieusement. Ce serait l'abbé Jérôme qui, voyant les choses arriver, aurait confié les plus belles pièces à d'autres prêtres afin de les cacher. Certains ouvrages seront retrouvés, comme un manuscrit de Mgr de La Fare. De manière générale, le fonds de la bibliothèque réussit à ne pas être trop touché. La Bibliothèque Municipale n'est pas intéressée par les ouvrages de théologie.
Avec les confiscations, le séminaire et la bibliothèque sont donc privés de la Maison des Missions Royales. M. Paul Garnier-Lestany, riche bienfaiteur, rachète en 1906 la Chartreuse de Bosserville et la donne à l'évêque de Nancy, Mgr Turinaz. Le séminaire et la bibliothèque s'y installent donc. L'accès à la bibliothèque n'est encore que réservé aux professeurs et éventuellement à quelques chercheurs.

## Une bibliothèque qui s'ouvre vers l'extérieur.

### Le déménagement à la Maison de l'Asnée.

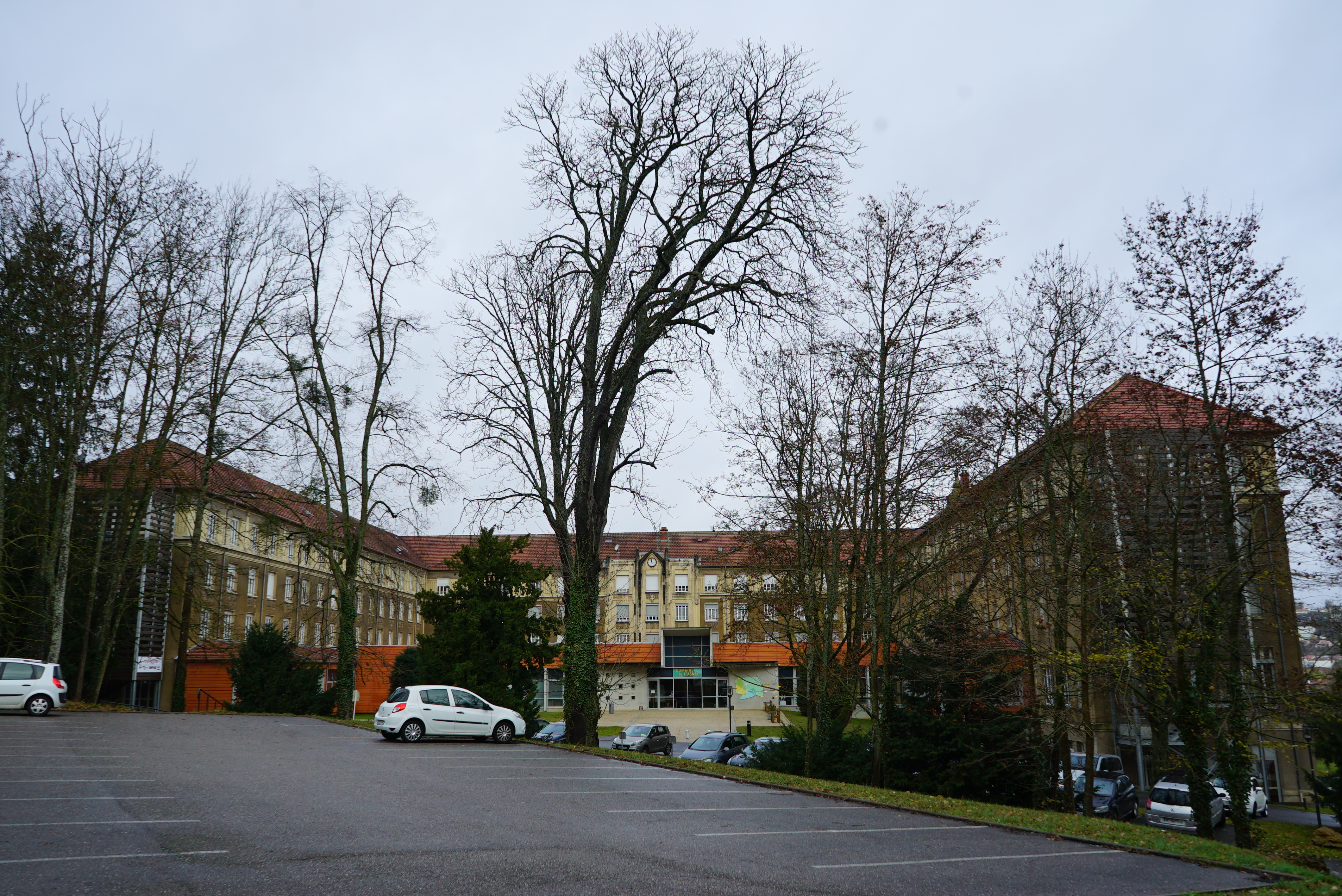
Entrée principale du domaine de l'Asnée.

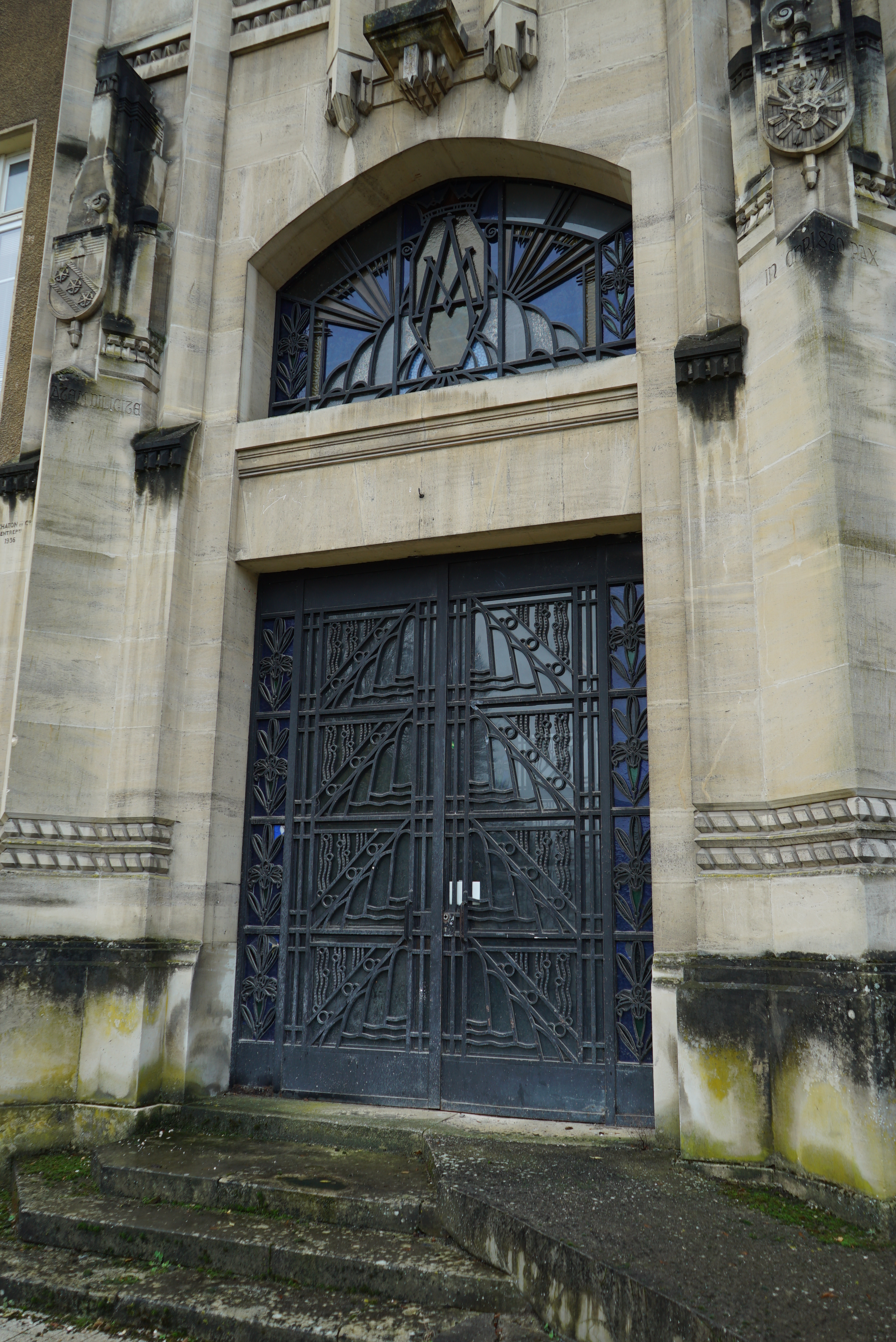
Porte art-déco.

Vient la Première Guerre mondiale. La Chartreuse de Bosserville ne sera pas occupée. Pendant les années 1920 et 1930, la bibliothèque continuera de s'enrichir grâce à des dons de prêtres.
En 1936, le Séminaire de l'Asnée est construit d'après les plans de Jules Criqui dans le but d'y accueillir le séminaire. Une aile est spécialement conçue en vue d'y abriter la bibliothèque. C'est le Cardinal Tisserant, préfet de la bibliothèque du Vatican, mais originaire de Nancy, qui conseillera l'architecte pour l'aménagement de la bibliothèque.
En 1940, les Allemands envahissent Nancy et s'installent à la Maison de l'Asnée. Le séminaire est alors transformé en hôpital, tour à tour aux mains des Allemands, puis des Américains, et enfin des Français. Étonnamment, durant toute cette période, la bibliothèque ne souffrira pas. Des prêtres ont en effet continué à veiller à l'intégrité de celle-ci et la bibliothèque ne fut ni volée ni vandalisée.
Après la guerre, tout le séminaire se remet en route. Les professeurs disposent des quatre étages de la bibliothèque. Les séminaristes, quant à eux, ont maintenant accès à une sélection faite par les professeurs de 3 000 volumes.
En 1972, la bibliothèque reçoit un incroyable legs, celui du cardinal Tisserant. Celui-ci se compose de 20 000 beaux volumes, dont beaucoup sur le Proche Orient. C'est le prêtre Jules De Vaulx qui est alors chargé de la bibliothèque. Pour l'occasion, il fait aménager une salle dans le seul but d'accueillir cette énorme collection. La bibliothèque reçoit donc 460 cartons de livres. Sur les 20 000 volumes, seulement 1 ou 2 portent l'ex-libris du cardinal, ce qui laisse supposer que les plus beaux ouvrages ont été retirés et que la bibliothèque diocésaine n'a pas reçu tout ce qu'elle aurait dû... Le meilleur lui a échappé et a dû aller soit au Vatican, soit à la famille de M. Tisserant, soit à son secrétaire...
Le cardinal avait également légué l'intégralité de ses archives à la bibliothèque du séminaire. Seulement, son secrétaire de l'époque, Mgr Roche, a obtenu de pouvoir bénéficier des archives de M. Tisserant le temps de ses recherches... C'est ainsi que les archives personnelles du cardinal échapperont à la bibliothèque. Il faut dire que Mgr Tisserant et le Pape de l'époque, Paul VI, s'entendaient mal, et le Vatican avait peur qu'il y ait dans les archives des choses indélicates sur le Pape.
Parmi les 20 000 ouvrages légués par le cardinal Tisserant, on trouve des fonds éthiopien, syriaque, arménien, copte, chaldéen, hébraïque, grec, arabe, chinois, ukrainien et russe, formant de rares fonds orientaux. En 2024, seuls les fonds éthiopien et arménien ont été catalogués.

### La convention avec l'Université de Lorraine
En 1972 toujours, la bibliothèque signe une convention avec l'Université de Nancy 2 en vue d'assurer l'accueil des étudiants. Cet accord se fait grâce à M. Gérard Thirion, directeur des bibliothèques universitaires de Nancy, au président de Nancy 2, et à l'Évêque de Nancy qui s'est montré très ouvert. Alors que, jusque-là, la Grande Bibliothèque était exclusivement réservée aux professeurs du séminaire et la petite bibliothèque réservée aux séminaristes, la bibliothèque est alors ouverte à tous et sans condition. Le Père de Vaulx jugeait que la bibliothèque diocésaine devait être ouverte au plus large public et notamment aux étudiants. Dans cet accord la bibliothèque s'engage à ouvrir ses portes à tous les étudiants et à rester sur l'agglomération nancéienne. En contrepartie, Nancy 2 affecte, huit heures par semaine, un bibliothécaire à la diocésaine. Un des premiers bibliothécaires envoyés par Nancy 2, Jean Saunier, s'occupera du fichier papier provisoire de la Salle Tisserant afin de doter la bibliothèque d'un catalogue plus professionnel.  Les fiches sont dactylographiées par des bénévoles et un double de chaque fiche est envoyé à la bibliothèque universitaire de Lettres de Nancy.  C'est à ce moment-là que la bibliothèque prend officiellement le nom de bibliothèque diocésaine.

Le Père de Vaulx est alors nommé curé à Lunéville et se fait remplacer à la bibliothèque par M.Bernard Roland. Celui-ci a la santé fragile et meurt rapidement. Lui succède alors le chanoine Michel de Metz-Noblat, homme cultivé et bibliophile.
En 1990, M. Bernard Stelly  est appelé à l'évêché de Nancy. L'évêque le nomme alors adjoint du chanoine. À son arrivée à la bibliothèque, M. de Metz-Noblat lui explique que ce n'est pas un adjoint qu'il veut, mais un successeur. M. Stelly n'a alors aucune formation spécifique aux bibliothèques mais est passionné. De plus, il avait participé à la rénovation d'une bibliothèque au Luxembourg ainsi qu'à la création d'un centre de documentation dans un collège de Moselle. Quand M. Stelly prend ses fonctions, il pense rapidement à l'informatisation de la bibliothèque. Cependant, à ce moment-là, les moyens qui lui sont alloués sont ridicules : entre 30 000 et 50 000 francs par an. Qu'à cela ne tienne, l'abbé Stelly monte un projet. Le choix est difficile, sur le marché il y a beaucoup de produits et ils coûtent très cher. Finalement, il trouve au Luxembourg le logiciel Vubis, alors peu connu en France.  Vubis est un logiciel créé par un bibliothécaire informaticien et semble donc parfait. Cela coûte cher mais M. Stelly convainc l'évêché de l'aider à acheter des appareils, le logiciel et du mobilier pour un total de 200 000 francs. Les appareils consistent en un serveur et trois stations de travail sans mémoire. L'abbaye de Clervaux lui donne l'autorisation de se servir dans son réservoir de notices. Même si ces dernières ne sont pas parfaites c'est un vrai gain de temps.
Les bibliothèques de Nancy 2 suivront la bibliothèque diocésaine dans le choix du logiciel Vubis.

En 1992, l'abbé Stelly crée l'association des Amis de la Bibliothèque Diocésaine de Nancy. Il souhaiterait alors que l'abbé de Vaulx en soit le président, chose qu'il obtiendra. En 1993, de Vaulx pense que quelqu'un doit être embauché pour faire des notices. Mais la bibliothèque n'a pas les moyens. C'est alors que M. de Vaulx annonce à M. Stelly qu'il a trouvé quelqu'un pour financer une personne à mi-temps mais ne peut dévoiler le nom du bienfaiteur. M. Stelly reçoit donc pendant deux ans, les chèques par un agent de change. M. Stelly apprendra bien plus tard l'identité du bienfaiteur: M. de Vaulx lui-même. À la mort de M. de Vaulx, quand l'évêché hérite du capital de celui-ci, il supprime immédiatement l'argent à la bibliothèque.

## Faire connaître la bibliothèque
Quand Nancy 2 met son catalogue en ligne, la bibliothèque diocésaine est elle aussi invitée à y déposer ses notices. Une fois par trimestre, la bibliothèque amène une disquette de ses nouveaux ouvrages catalogués afin que ceux-ci soit rajoutés dans le catalogue commun. L'informatisation permet aux étudiants de connaître le catalogue de la bibliothèque diocésaine plus efficacement. 
C'est un des moyens pour la bibliothèque de changer son image, celle d'une bibliothèque pieuse et catholique. L'informatisation est un moyen pour se faire connaître mais la bibliothèque va plus loin et organise également des expositions. Sans aucun moyen, l'abbé Stelly et les bénévoles réussissent quand même à mener à bien ses expositions. Un jour, ils ont l'idée, pendant l'exposition, de mettre dans un coin une petite table avec des livres à vendre. Effectivement, ils réussiront à faire quelques ventes. C'est à cette même époque que se crée le village du livre de Fontenoy-la-Joûte. La bibliothèque diocésaine y est associée dès le départ.  Le jour de sa première vente, la bibliothèque réalise un bénéfice de plus de 10 000 francs.  Mais, petit à petit, les libraires s'implantent dans le village et le flot des visiteurs se répartit sur toute la semaine. La vente organisée de façon mensuelle par le village n'est plus aussi rentable, si bien que la bibliothèque met un terme à sa participation à l'événement. Cependant, le village de Fontenoy-la-Joûte a permis à la bibliothèque de se faire connaître.
En somme, l'informatisation, les expositions et Fontenoy-la-Joûte ont fait une véritable publicité pour la bibliothèque. 
En 1999, la bibliothèque améliore son informatisation avec l'achat d'un serveur et de sept ordinateurs. 
Petit à petit, les expositions diminuent. À l'inverse, les ventes se développent progressivement. En 2005, une grande exposition sur le thème de la piété populaire a lieu pendant 15 jours. Malgré un travail acharné, l'exposition n'attire même pas 2 000 personnes. Devant ce si petit succès, M. Stelly décide de concentrer ses efforts sur les ventes et non plus sur les expositions.
En 2006-2007, le Service Commun de la Documentation de Nancy 2 abandonne Vubis pour Horizon. La bibliothèque diocésaine ne suivra pas ce choix mais peu importe car la norme Z39.50 permet l'échange de  fichiers de formats différents. En revanche, la bibliothèque diocésaine s'équipe de la version web de Vubis : Vubis Smart. Le coût est de 18 000 €. Celui-ci sera financé par une aide de l'État via l'association des Amis de la Bibliothèque à la hauteur de 50 %. Le reste sera complété par l'association, par l'évêché et par la bibliothèque elle-même.
En 2007, tous les appareils sont à nouveau changés et, en 2009, quatre ordinateurs sont rachetés.

## Un financement particulier

### L'aide du Service Commun de Documentation de Nancy 2
On peut considérer que les premiers revenus de la bibliothèque datent de la convention de 1973 avec l'université de Nancy 2 où celle-ci s'engage à mettre à disposition, environ huit heures par semaine, un bibliothécaire.  On peut voir cela comme une subvention puisque la bibliothèque ne paye pas ce poste. Cette convention a été reconduite en 1994 et stipule que sa reconduction est tacite. Un bibliothécaire détaché de Nancy 2 se rend les mercredi et vendredi à la bibliothèque diocésaine, il s'agit de M. François Dureux.

### La participation de l'évêché
L'évêché a également longtemps contribué au fonctionnement de la bibliothèque. Pendant 16 ans, il accordait la même somme annuelle: 11 000 Francs. En 2003, cette somme passe à environ 3 500 € par an et l'évêché finance en plus la maintenance informatique de l'ordre de 3 000 euros par an. Mais en 2009, la participation de l'évêché descend à 1 500 € annuel pour finir en 2010 à une participation de 0 €... Le diocèse de Nancy toutefois a financé tous les travaux d'aménagement, paye toutes les charges immobilières. La valeur de cette participation est d'environ 100 000 € par an à la charge du diocèse !

### Les Amis de la Bibliothèque Diocésaine de Nancy
La bibliothèque peut également compter sur l'Association des Amis de la Bibliothèque Diocésaine de Nancy. L'association compte environ 450 membres qui, grâce à leurs cotisations, participent aux dépenses de la bibliothèque en ce qui concerne le matériel informatique, les rayonnages sur rails, etc.  L'association s'occupe également de fédérer les bénévoles pour la grande vente annuelle d'octobre.
Ces petites rentrées d'argent ne peuvent permettre à la bibliothèque de réellement vivre, car pour ne pas être une bibliothèque « morte » celle-ci se doit d'acquérir de nouveaux livres régulièrement.

### Les dons de livres
Pour vivre, la bibliothèque a alors décidé de se concentrer sur les dons, qu'ils soient religieux ou profanes.
Quand elle recevait un don, la bibliothèque opérait un tri afin de décider de ce qui était gardé pour enrichir le fonds, et de ce qui devait être vendu à la grande vente d'octobre. Les bénéfices de la vente constituaient alors le budget annuel de la bibliothèque, ce qui lui permettait d'acheter des livres neufs.
Les livres gardés par la bibliothèque étaient catalogués et indexés. Les livres en double étaient destinés à la vente. Les ouvrages religieux étaient placés dans une salle spéciale à l'entrée de la bibliothèque. Cette salle était accessible toute l'année pendant les heures d'ouverture au public de la bibliothèque. Dans cette salle étaient principalement entreposés les ouvrages traitant des Écritures Saintes, de l'Ancien et du Nouveau Testament, les bibles, le fonds Lorrain, les Saints, la Spiritualité, l'Histoire et la Géographie, la Philosophie, la Sociologie, les usuels et encyclopédies… Les romans, livres pratiques, etc. étaient stockés pour la vente d'octobre.
Quand un livre était destiné à la vente, un prix lui était apposé par M. Stelly, qui se basait alors sur la qualité du texte et l'état physique de l'ouvrage. Pour les livres susceptibles d'avoir une valeur supérieure, des bénévoles s'occupaient d'aller voir sur internet les prix les plus courants. 
Parfois, il arrivait que certains ouvrages ne soient gardés ni pour la bibliothèque ni pour la vente. Ils étaient alors pilonnés. Cela concernait les ouvrages vraiment trop abimés, les ouvrages au contenu obsolète ou les ouvrages qui posaient un problème d'éthique (livres de sectes, …).
La plus importante rentrée d'argent pour la bibliothèque se faisait lors de la vente du dernier week-end  d'octobre, communément appelée « la grande vente ». Les premières ventes débutèrent dans les années 1990. Il s'agissait surtout de livres religieux provenant des bibliothèques personnelles des prêtres. Mais depuis les livres profanes, arrivés en masse, représentèrent jusqu'aux 2/3 des livres présents à la grande vente. Les livres profanes ils se vendaient beaucoup mieux que les livres religieux. En 1999, la recette s'élevait à 12 000 Francs, en 2000 elle passa à 24 000 Francs et en 2002 à 130 000 Francs. L'organisation de la vente et la présentation des ouvrages s'améliore d'un année à l'autre et permirent une croissance du bénéfice. En 2009, la vente accueillit environ 2 500 personnes et permit de recueillir environ 40 000 €. Le succès grandissant fut aussi permis grâce au passage de la vente sur deux jours. Cela permit un meilleur écho dans les médias qui purent, dès le samedi, faire un article sur l'évènement et encourager les gens à s'y rendre le dimanche. La bibliothèque a même décidé depuis 2003 de s'offrir un espace publicitaire dans L'Est Républicain afin de s'assurer de façon certaine la bonne promotion de son événement.
Grâce à l'argent de la vente, l'abbé Stelly a pu acheter chaque mois des nouveautés. Les acquisitions s'élevèrent jusqu'à 2 000/2 500 € par mois.
En 2012, la vente organisée a attiré environ 2 300 personnes et a rapporté 38 000 euros. Cet argent a permis à la bibliothèque de se réinformatiser en changeant 8 postes informatiques sur 12 et de mettre à jour la version du logiciel Vubis Smart.

### Réorganisation de la Bibliothèque (2023-2024)
L'évolution du marché du livre (production de masse), l'afflux de dons trop nombreux pour être traités, et l'annulation des grandes ventes à la suite de la crise du Covid conduisirent à l'encombrement chronique de la bibliothèque qui dut fermer au public pour se réorganiser en se recentrant sur sa mission patrimoniale et universitaire. Les dons ne sont plus acceptés pour permettre aux bénévoles de gérer l'important stock de dons accumulé : plus de 2000 cartons de livres et 100 m3 de revues et brochures diverses ont été traités durant le second semestre 2023. De nouveaux espaces de rangement sont aménagés et un partenariat avec le CCFr est entrepris pour valoriser les collections patrimoniales début 2024.

## Œuvres célèbres des collections
- La Nancéide, Pierre de Blarru, poème du XVe siècle dédié à la bataille de Nancy (1477).
- Ars moriendi (1495)
- Incunables...
- Manuscrits...